# Drîjîna Hreblea, Kobeleakî
Drîjîna Hreblea (în ucraineană Дрижина Гребля) este o comună în raionul Kobeleakî, regiunea Poltava, Ucraina, formată numai din satul de reședință.

## Demografie
Componența lingvistică a comunei Drîjîna Hreblea
     Ucraineană (97,01%)
     Rusă (2,18%)
     Alte limbi (0,28%)
Conform recensământului din 2001, majoritatea populației comunei Drîjîna Hreblea era vorbitoare de ucraineană (97,01%), existând în minoritate și vorbitori de rusă (2,18%).